# Jefferson City (Tennessee)
Jefferson City is een plaats (city) in de Amerikaanse staat Tennessee, en valt bestuurlijk gezien onder Jefferson County.

## Demografie
Bij de volkstelling in 2000 werd het aantal inwoners vastgesteld op 7760.
In 2006 is het aantal inwoners door het United States Census Bureau geschat op 8028, een stijging van 268 (3.5%).

## Geografie
Volgens het United States Census Bureau beslaat de plaats een oppervlakte van
13,8 km², waarvan 13,7 km² land en 0,1 km² water. Jefferson City ligt op ongeveer 388 m boven zeeniveau.

## Plaatsen in de nabije omgeving
De onderstaande figuur toont nabijgelegen plaatsen in een straal van 20 km rond Jefferson City.